# 日本の戦後
『日本の戦後』（にっぽんのせんご）は、1977年–1978年にNHK総合テレビで放送されたNHK特集のシリーズ番組群である。全10回。
日本の戦後を決定付けた10の出来事を、再現ドラマに関係者の証言などを交えつつ描いた。再現ドラマ部分と証言などドキュメンタリー部分を組み合わせたいわゆるドキュラマ形式の番組は同局が前年に放送した『明治の群像 海に火輪を』を引き継ぐものであった。
一人の俳優が回ごとに違う配役の場合もあれば、シリーズ通して一人の役の場合もあった。例えば松村達雄は第2集で登場以降、最終集まで吉田茂を演じている。

## エピソード
| タイトル                                             | 放送日         | 脚本       | 主な出演者（役） |
| ---------------------------------------------------- | -------------- | ---------- | --- |
| 第1集 日本分割 知られざる占領計画                    | 1977年 4月28日 | 恩地日出夫 | 佐分利信（東郷茂徳）、嵐寛寿郎（鈴木貫太郎）、佐野浅夫（阿南惟幾）、田崎潤（梅津美治郎）、増田順司（米内光政）、金井大（豊田副武）、穂積隆信（大野勝巳） |
| 第2集 サンルームの二時間 憲法GHQ案の衝撃             | 5月26日        | 別役実     | 小沢栄太郎（松本烝治）、高橋昌也（近衛文麿）、中村伸郎（幣原喜重郎）、松村達雄（吉田茂）、竜崎勝（白洲次郎）、ジェリー伊藤（コートニー・ホイットニー）、文野朋子（松本せん）、佐々木孝丸（野村淳治）、柳永二郎（美濃部達吉）、高城淳一（中谷武世）、浜田寅彦（宮沢俊義）                                                                                 |
| 第3集 酒田紀行 農地改革の軌跡                        | 6月23日        | 山田正弘   | 高橋幸治（本間祐介）、加藤嘉（本間元也）、下元勉（本間信吉）、ビル・ハンソン（マーク・ゲイン）、マーク・ゲイン（本人）、日野道夫（本間光次）、十朱久雄（酒井忠良）、山田五十鈴（本間静） |
| 第4集 それは、晩餐から始まった 財閥解体への道        | 7月28日        | 田向正健   | 芦田伸介（住井辰男）、中条静夫（松本季三志）、平田昭彦（宮崎清）、内田朝雄（古田俊之助）、浜村純（団琢磨）、田中明夫（佐々木四郎）、中山昭二（刀根文雄）、中村又五郎（三井八郎右衛門高公）、河津清三郎（岩崎小弥太）、 |
| 第5集 一歩退却二歩前進 二・一ゼネスト前夜            | 8月23日        | 鈴木肇     | 地井武男（伊井弥四郎）、金井大（徳田球一）、神田隆（西尾末広）、松村達雄（吉田茂）、観世栄夫（佐藤栄作）、鈴木瑞穂（聴濤克巳）、飯沼慧（桂皐）、織本順吉（新聞社デスク）、大滝秀治（チャーチルの声） |
| 第6集 くにのあゆみ 戦後教育の幕あき                  | 10月27日       | 森善吉     | 西田昭市（大久保利謙）、勝部演之（森末義彰）、林昭夫（岡田章雄）、中井啓輔（家永三郎）、富田浩太郎（小林直衛）、堀勝之祐（森本弥三八）、奥野匡（牛山惣一）、大塚周夫（馬場源六）、岩下浩（佐藤宗一）、内藤安彦（水出熊雄）、小沢弘二（矢島武）、佐々木孝丸（安倍能成）、伊藤正博（橋本事務官）                                                           |
| 第7集 退陣の朝 革新内閣の九ヶ月                      | 11月24日       | 柳田邦男   | 千秋実（片山哲）、宮口精二（鈴木茂三郎）、神田隆（西尾末広）、松村達雄（吉田茂）、伊藤雄之助（芦田均）、丹阿弥谷津子（片山菊枝）、田島義文（来栖赳夫） |
| 第8集 審判の日 極東国際軍事裁判                      | 12月22日       | 鈴木肇     | 小沢栄太郎（東條英機）、中村伸郎（木戸幸一）、佐々木孝丸（清瀬一郎）、原保美（松平康昌）、北城真記子（東條カツ）、河野秋武（廣田弘毅）、大森義夫（平沼騏一郎）、田武謙三（土肥原賢二）、鶴丸睦彦（松井石根）、久松保夫（橋本欣五郎）、ジョセフ・グレース（キーナン検事）、ジョージ・ファーネス（ウェッブ裁判長）、瀬良明（荒木貞夫）、佐藤慶（田中隆吉） |
| 第9集 老兵は死なず マッカーサー解任                  | 1978年 1月26日 | 北村充史   | ドナルド・ノード（ダグラス・マッカーサー）、ジェリー伊藤（ホイットニー）、松村達雄（吉田茂） |
| 第10集 オペラハウスの日章旗 サンフランシスコ講和会議 | 2月23日        | 別役実     | 松村達雄（吉田茂）、観世栄夫（佐藤栄作）、久米明（池田勇人）、中村伸郎（南原繁）、松本克平（板倉卓造）、夏川大二郎（有田八郎）、嵯峨善兵（津島寿一）、増田順二（下村定）、永井智雄（笠信太郎）、村上冬樹（小泉信三）、奥野匡（杉原荒太）、武内亨（西村熊雄）、堀雄二（榎本重治）、宮口精二（鈴木茂三郎）                                                 |

## 制作スタッフ
- ナレーター： 江守徹

NHK「日本の戦後」プロジェクト
玉井勇夫（NHKスペシャル番組班）、大原誠（ドラマ番組班）、村井茂（報道番組班）、鈴木肇（NHKスペシャル番組班）、佐々木正則（番組総括センター）、和田光弘（教養番組班）、北村充史（ドラマ番組班）、小野康憲（NHKスペシャル番組班）、足立純一（演芸番組班）、藤田克彦（NHKスペシャル番組班）、井上定治（報道番組班）、玉造仁一（撮影部）、寺崎浩（カメラ取材部）
学者グループ
五百旗頭真、佐藤功、伊東光晴、船橋尚道、家永三郎、大久保利謙、岡田章雄、武田清子、袖井林二郎